# Čeněnice
Čeněnice (německy Tschenienitz) je malá vesnice, část obce Křešín v okrese Pelhřimov. Nachází se 2 km na východ od Křešína. V roce 2009 zde bylo evidováno 15 adres. V roce 2001 zde trvale žili čtyři obyvatelé.
Čeněnice leží v katastrálním území Křešín u Pacova o výměře 8,87 km2.

## Další fotografie

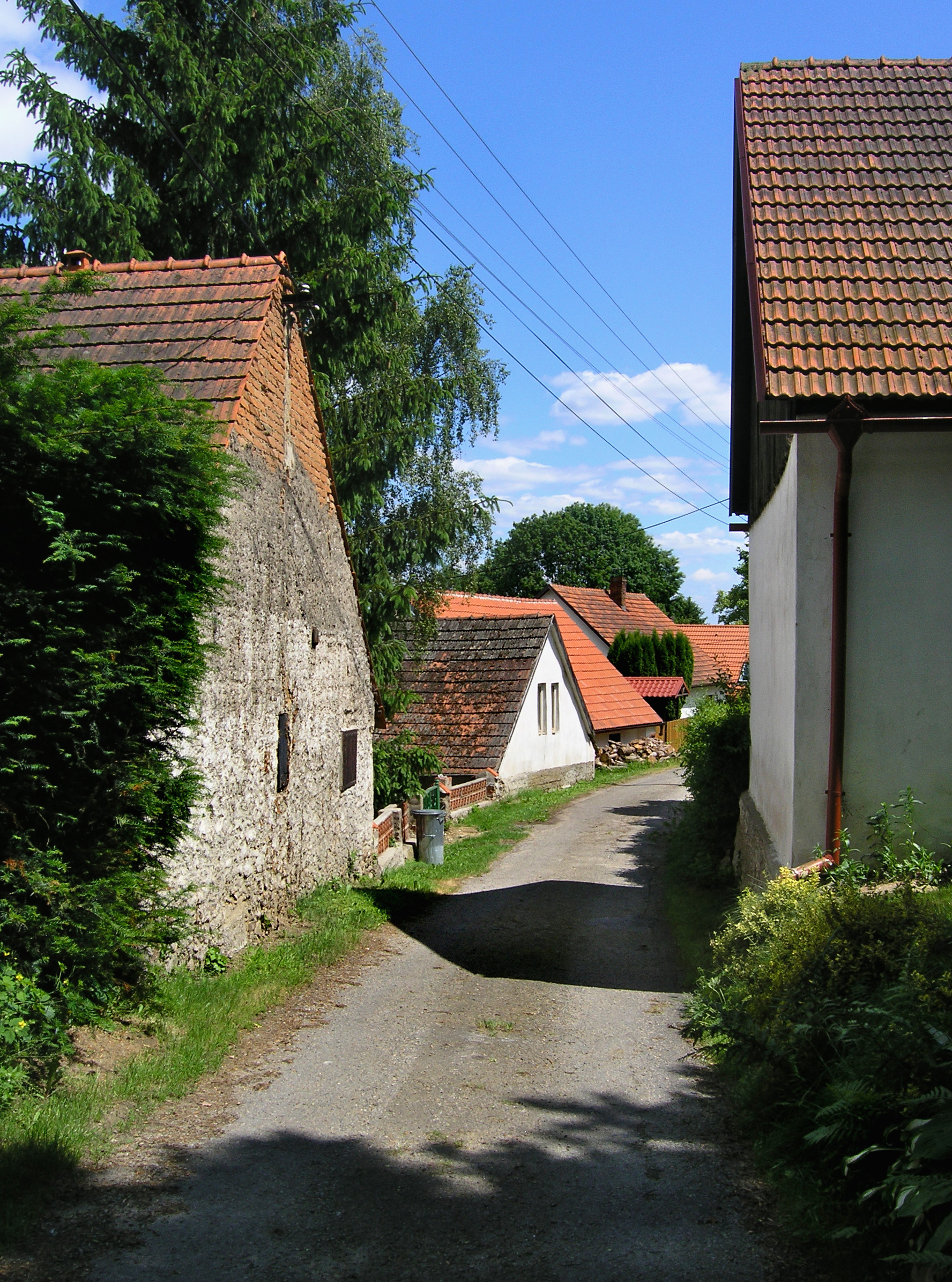
Příjezd do vesnice
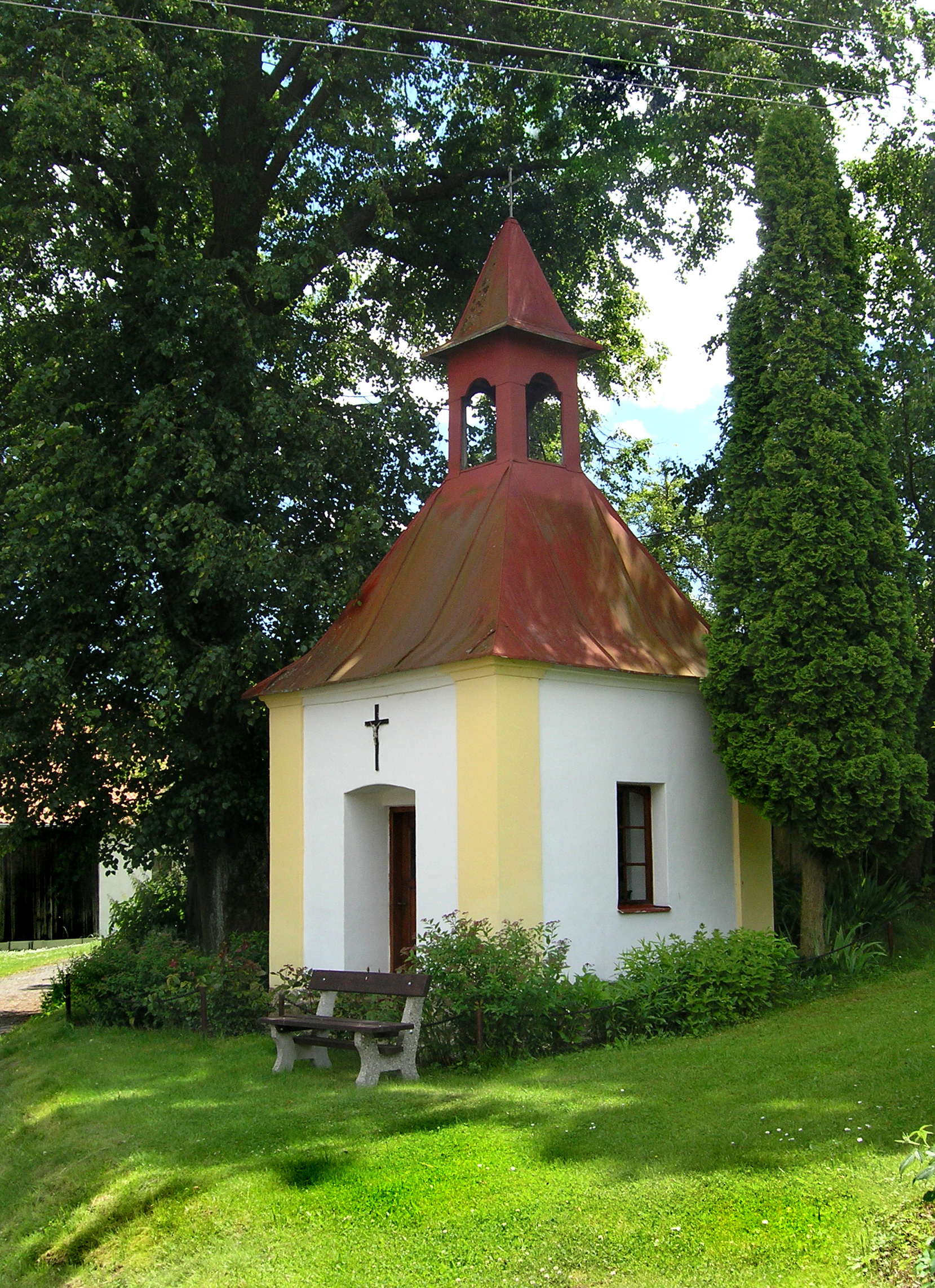
Kaplička